# Puccini (krater)
Puccini är en nedslagskrater på planeten Merkurius, med en diameter på ungefär 76 kilometer.
1976 uppkallades den efter Giacomo Puccini.